# Panzerfaust (альбом)
| Оценки критиков | Оценки критиков |
| Источник        | Оценка          |
| --------------- | --------------- |
| Sputnikmusic    | [ 1 ]           |

Panzerfaust (с нем. — «Броневой кулак») — пятый студийный альбом норвежской блэк-метал-группы Darkthrone, вышедший в 1995 году. Текст песни Quintessence написан Варгом Викернесом.

## Запись и музыка
Альбом был записан с февраля по апрель 1994 года дома в спальне Фенриза (группа окрестила его «Necrohell Studios»). Как и в случае с предыдущим альбомом Transilvanian Hunger, все инструменты на Panzerfaust были записаны исключительно Фенризом на 4-дорожечном магнитофоне. Вокальные партии на альбоме исполнил Nocturno Culto, когда как на всех инструментах сыграл Фенриз. Тексты песен написал Фенриз, за исключением «Quintessence» и «Snø og granskog»: текст первой сочинил Варг Викернес, а во второй песне были использованы строчки из одноимённой поэмы за авторством норвежского поэта и прозаика Тарьей Весос.
В отличие от предыдущего альбома звук на Panzerfaust стал несколько сглаженным и чуть более чётким, но впоследствии был охарактеризован немецким журналом Rock Hard как неудачный. Кроме того, группа порвала со стилем предыдущих альбомов: Panzerfaust выполнен преимущественно в медленном темпе, музыка стала тяжелее и больше напоминает ранние работы группы Celtic Frost, которую Darkthrone всегда называли как оказавшая на них влияние. В отличие от типичного скриминга в норвежском блэке с реверберацией (как на трёх предыдущих альбомах группы), здесь вокал стал более грубый, «каркающий» и звучит «как скулящий призрак Tom G. Warrior». Tom G. Warrior заявил в нескольких интервью, что он «не одобряет очевидного влияния Celtic Frost и Hellhammer на музыку Darkthrone, поскольку, по его словам, Celtic Frost всегда стремились к неизведанной территории, а Darkthrone в принципе просто копирует их». На вопрос об этом Фенриз ответил, что Warrior был прав в отношении Panzerfaust, где «несколько композиций <…> копируют звучание Celtic Frost», но помимо этого, по его мнению, у Darkthrone есть «собственное звучание», и добавил, что Celtic Frost определённо открыл новые горизонты для Cold Lake.

## Список композиций
| №                   | Название                                           | Длительность |
| ------------------- | -------------------------------------------------- | ------------ |
| 1.                  | «En vind av sorg»                                  | 6:21         |
| 2.                  | «Triumphant Gleam»                                 | 4:24         |
| 3.                  | «The Hordes of Nebulah»                            | 5:33         |
| 4.                  | «Hans siste vinter»                                | 4:50         |
| 5.                  | «Beholding the Throne of Might»                    | 6:06         |
| 6.                  | «Quintessence» ((текст написан Варгом Викернесом)) | 7:38         |
| 7.                  | «Snø og granskog (Utferd)»                         | 4:08         |
| Общая длительность: | Общая длительность:                                | 39:00        |

## Участники записи
- Nocturno Culto — вокал,
- Фенриз — гитара, бас-гитара, ударные, синтезатор, вокал (на «Snø og Granskog (Utferd)»)